# اچ‌ام‌اس کارلئون (۱۹۱۸)
اچ‌ام‌اس کارلئون (۱۹۱۸) (به انگلیسی: HMS Caerleon (1918)) یک کشتی بود که طول آن ۲۳۱ فوت (۷۰ متر) بود. این کشتی در سال ۱۹۱۸ ساخته شد.